# Орден Сидонии
Орден Сидонии — государственная награда королевства Саксония, предназначенная для награждения женщин. Учреждён 31 декабря 1870 года королём Иоганом для награждения женщин, ухаживавших за ранеными солдатами в ходе Франко-прусской войны, в которой Саксония выступала как союзник Пруссии.
Орден назван в честь Сидонии Богемской (1449—1510), дочери богемского (чешского) короля Георгия Подебрада и жены герцога Саксонии Альбрехта Смелого.
Орден имел одну степень. Знак ордена — покрытый белой эмалью мальтийский крест, с золотым профилем Сидонии на белом фоне в центральном медальоне. Имя «Сидония» вписано латинскими буквами в синий обод центрального медальона. Над крестом находится золотая буква «S», окружённая венком и увенчанная короной.
Лента ордена лиловая. По каждому краю ленты идёт широкая белая полоса с двумя тонкими зелёными полосками. Орден мог носиться как на сложенной в бант ленте на левой стороне груди, так и на ленте через плечо.